# Johann Cronthaler
Johann Baptist Cronthaler (Kronthaler) (* um 1700 in Kaufbeuren; † 23. April 1773 ebenda) war ein österreichischer Orgelbauer.

## Leben
Johann Cronthaler erlernte das Orgelbauhandwerk bei Johann Bez (1662–1728) in Augsburg. Er übernahm die Werkstatt von dessen Bruder Matthias Bez (1653–1727) in Kaufbeuren. Im Jahre 1765 heiratete seine Tochter Maria Franziska den Orgelbauer Johann Evangelist Feyrstein (1735–1779), der später seine Werkstatt übernahm. Cronthaler baute vornehmlich Orgeln im schwäbischen Raum sowie an den Orgeln im Augsburger Dom.
Zwei seiner Söhne waren ebenfalls als Orgelbauer tätig:
- Joseph Joachim Cronthaler († 15. Mai 1811 in Altötting im Alter von 84 Jahren), der als Orgelbaugeselle bei Andreas Mitterreither in Altötting arbeitete. Er heiratete 1759 die Tochter Andreas Mitterreithers und übernahm nach dessen Tod dessen Werkstatt.
- Franz Anton Cronthaler (* 28. Mai 1739 in Kaufbeuren)  war in Landsberg am Lech ansässig.

Die Tochter Maria Magdalene Cronthaler heiratete 1781 Franz Xaver Holzhey, den Sohn von Alexander Holzhey (dieser war Onkel und Lehrmeister von Johann Nepomuk Holzhey).

## Werkliste
| Jahr | Ort                      | Gebäude          | Bild | Manuale | Register | Bemerkungen                                                  |
| ---- | ------------------------ | ---------------- | ---- | ------- | -------- | ------------------------------------------------------------ |
| 1728 | Kaltenbrunn im Kaunertal | Wallfahrtskirche |      | I/P     | 10       | einige Orgelregister erhalten im Neubau 1883 von Franz Weber |
| 1733 | Ried im Oberinntal       | Pfarrkirche      |      | I/P     | 10       | [ 1 ]                                                        |
| 1733 | Stams                    | Stift Stams      |      |         |          | Umbau der Orgel                                              |